# Nova Siri
Nova Siri é uma comuna italiana da região da Basilicata, província de Matera, com cerca de 6.413 habitantes. Estende-se por uma área de 52 km², tendo uma densidade populacional de 123 hab/km². Faz fronteira com Canna (CS), Nocara (CS), Rocca Imperiale (CS), Rotondella, Valsinni.

## Demografia
| Variação demográfica do município entre 1861 e 2011                               |
|                                                                                   |
| Fonte: Istituto Nazionale di Statistica (ISTAT) - Elaboração gráfica da Wikipedia |